# زهير فرعون
الشاعر زهير فرعون، ولد في افريل 1926م، من عائلة محافظة في قرية لاربعا ناثيراثن تلقى تعليمه الأولي في زاوية القرية في بلاد القبائل حيث حفظ القران الكريم وتعلم مبادئ اللغة العربية والحساب. في عام1940 انتقل إلى قسنطينة حيث تابع دراسته في معهد جمعية العلماء إلى غاية 1946 انتقل إلى جامعة الزيتونة وتحصل على شهادة عليا في الأدب العربي والفقه. عاد إلى الجزائر عام 1951 والتحق بالتدريس في تلمسان بالمدارس الحرة التابعة لجمعية العلماء المسلمين الجزائريين وكان مقربا من صديقه رضا حوحو حيث كان ملهمه في كتاباته القصصية النقدية. بعد الاستقلال تقلد عدت مناصب في وزارة التربية. له عدت مقالات في جريدة الشعب وله ديوان حول الخيال العلمي لغزو الفضاء برواية عباس ابن فرناس الأندلسي الذي حاول الطيران بتقليد الطيور وتوفي في سبيل هذه الفكرة وكان ملهمه في كتابة شعر الخيال العلمي والتوقعات المستقبلية في غزو الفضاء تحدث فيه عن تمنيات عباس ابن فرناس وما كان يئمله ويطمح إليه في غزو الفضاء وهذا الديوان يتكون من 600 بيت شعري وقد اختفى هذا الديوان من المكتبة الوطنية. تحدث عنه الشاعر الخرفي في جريدة الشعب بعد الاستقلال عندما كان استاذا في جامعة الجزائر طبع في بيروت 1985 تحت عنوان مقامات الزهيري.